# Denniz Pop
Даг Крістер Воллі (швед. Dag Krister "Dagge" Volle), більш відомий під ім'ям художника Denniz Pop, народився 26 квітня 1963 року в Ботчирка, помер 30 серпня 1998 року в Сульна, був шведський ді-джей, музичний продюсер і автор пісень. У 2016 році Денніз Поп посмертно обраний до Шведської музичної зали слави.

## Життя та кар'єра
Денніз Поп виріс у м. Туллінге в муніципалітеті Боткирка у сім'ї норвезьких іммігрантів Ярла Грегара Воллі та Анни Воллі. Почав свою діяльність у 1980-х роках як ді-джей у молодіжному центрі. Він переїхав до Стокгольма і працював у різних клубах. Він швидко зробив собі ім'я на стокгольмській танцювальній сцені. Під час відсутності позаштатного завдання, "хтось", який працював на ім'я Aftonbladet, разом з 10-ма стокгольськими популярними ді-джеями обмінялися в інтерв'ю ідеями та досвідом. Через деякий час колектив диск-жокеїв "SweMix" був сформований як відповідь на Hot Tracks і DMC в підвалі на Kocksgatan в Стокгольмі. 
Під лейблом SweMix випустили кілька максі синглів, особливо на Remixed Records. Маленький SweMix Records почав випускати таких виконавців, як Dayeene і Kayo, але головний прорив SweMix був отриманий у 1990 році з Доктором Албаном «Hello Africa» (англ. Вітаю, Африка). Денніз отримав демо-версію від Mega Records, відправленої до нього з тоді невідомої синтезаторської групи Ace of Base, і Денніз випустив світовий хіт «All That She Wants». SweMix переїхав свою студію в Möckelvägen в Årsta в 1991 році через скарги від сусідів. Успіхи Ace Base і більш «комерційна» поп-музика Denniz Pop не підходили до колективу, що пізніше означало розкол SweMix 1992 року. 
Компанія SweMix Music & Publishing була продана BMG, і її перейняли Denniz і Tom Talomaa, які змінили назву на Cheiron. Cheiron переїхав у нові приміщення в Kungsholmen в Стокгольмі. Це стало одним з найуспішніших у світі поп-студій з 2000 року. Згодом Денніз Поп почав писати та випускати пісні для таких виконавців, як Backstreet Boys, Ace of Base, E-Type, Доктор Албан, Leila K, Брітні Спірс, Five і багато інших. Разом зі своїм партнером Дугласом Карром, він привів у 1994 році Ace Base до першого місця у Billboard Hot 100 з «The Sign». 
У 1994 році він почав співпрацювати з Максом Мартіном і в двох зробили багато успішних пісень для різних виконавців. Наприклад, Ace of Base продав 22 мільйони копій свого першого альбому, багато завдяки Denniz Pop. Він багато в чому сприяв експорту шведської музики.

## Смерть
У листопаді 1997 року Деннізу Попу повідомили, що він має рак шлунка, але після швидкої операції він почував себе добре, до липня 1998 року, коли його стан швидко погіршився. Він одружився 27 серпня 1998 р. І помер через три дні в Сольні, у 35 років. Відео на Backstreet Boys «Show Me the Meaning of Being Lonely» англ. Покажіть мені значення самотності та тема Джессіка Фолкер «A Little Bit» були присвячені йому. Альбом E-Type Last Man Standing вшановує Даг з першою доріжкою «PoP Preludium» англ. Поп прелюдія. Брітні Спірс присвятила йому свою нагороду за кращу пісню в 1999 MTV Europe Music Awards.

## Спадщина
Журналіст шведського радіо Фредрік Еліассон зробив чудову серію портретів на згадку про Денниса Попа восени 2008 року. Серія з п'яти частин під назвою Cheiron - a Popsaga [Архівовано 16 листопада 2019 у Wayback Machine.], вперше транслювалася у вересні-жовтні 2008 року в шведському Radio Stockholm . У квітні 2015 року за «поп-історією» вийшов документальний фільм Arvet after Cheiron - нескінченна історія [Архівовано 16 листопада 2019 у Wayback Machine.], а також підписаний Фредрік Еліассон . 
У пам'ять Денніза Попа, запроваджено нагороду Denniz Pop Awards, яку вперше було вручено у 2013 році.

## Нагороди та нагороди
- 1998 - Премія Грамміс Галанс[4]
- 2016 - обраний до Шведського музичної зали слави

## Див
- Låtar av Denniz Pop

## Зовнішні посилання
- Шейрон - Попсага, Р4 Радіо Стокгольм
- Документальний фільм, що з'явився на ЗТВ тільки після його смерті [Архівовано 22 грудня 2015 у Wayback Machine.]